# Flugplatz Zémio

i7
i11
i13
Der Flugplatz Zémio (französisch Aérodrome de Zémio, IATA-Code: IMO, ICAO-Code: FEFZ) ist der Flugplatz von Zémio, einer Kleinstadt in der Präfektur Haut-Mbomou im Südosten der Zentralafrikanischen Republik.
Der Flugplatz liegt 2 km nordöstlich der Stadt auf einer Höhe von 608 Metern. Seine Start- und Landebahn ist unbefestigt und verläuft parallel zur Route nationale 2. Sie verfügt nicht über eine Befeuerung. Der Flugplatz kann nur tagsüber und nur nach Sichtflugregeln angeflogen werden. Er verfügt nicht über reguläre Passagierverbindungen.